# Dirk Bakalorz
Dirk Bakalorz (* 22. August 1963 in Bottrop) ist ein ehemaliger deutscher Fußballspieler. Er spielte für Borussia Mönchengladbach und Eintracht Frankfurt in der Bundesliga.

## Karriere
Bakalorz lernte das Fußballspielen in der Jugend des SV Bottrop-Vonderort. 1978 wechselte er in die Jugend von Rot-Weiss Essen. Hier begann 1981 auch die Profikarriere des Mittelfeldspielers, in der Zweiten Liga. Nach drei Spielzeiten wechselte er 1984 zum Ligakonkurrenten KSV Hessen Kassel. 1986 nahm ihn Borussia Mönchengladbach unter Vertrag. Mit den „Fohlen“ erreichte er 1987 in der Bundesliga den dritten Tabellenplatz und kam auch zu regelmäßigen UEFA-Cup-Einsätzen. In der Folgesaison kam er über die Rolle des Ergänzungsspielers kaum hinaus.
Im Sommer 1988 wechselte er sehr kurzfristig zu Eintracht Frankfurt, bei der der überraschende Wechsel von Lajos Détári zu Olympiakos Piräus eine klaffende Lücke im zentralen Mittelfeld hinterließ. Bakalorz konnte diese Lücke nicht füllen, war jedoch in der Hinrunde der Saison 1988/89 mit zwei Treffern gefährlichster Torschütze einer Mannschaft, die nach 17 Spielen lediglich acht Tore auf der Habenseite verbuchen konnte. Auch im Europapokal der Pokalsieger kam Dirk Bakalorz für die Frankfurter zum Einsatz. Unter anderem erzielte er vor 13.300 Zuschauern im Waldstadion im Rückspiel der ersten Runde den entscheidenden Treffer zum 1:0-Endstand gegen Grasshoppers Zürich, womit er der Eintracht nach torlosem Remis im Hinspiel das Weiterkommen ermöglichte. In der folgenden Spielzeit wurde er nur noch fünfmal in der Liga eingesetzt. Er ging nach der Saison 1989/90 zurück in die Zweite Liga zu Darmstadt 98. Hier beschloss er auch 1993 seine Profilaufbahn. Bakalorz’ spätere Stationen in unteren Ligen waren Schweinfurt 05 und (als Spielertrainer) TGS Jügesheim sowie erneut Hessen Kassel (bis 1997). Danach war er unter anderem als Jugendtrainer bei Westfalia Gemen tätig.
Insgesamt absolvierte Dirk Bakalorz 65 Bundesliga- (acht Tore) und 189 Zweitligaspiele (31 Tore). In den Jahren 1987 und 1988 kam er zudem zu drei Einsätzen für die deutsche Olympiaauswahl und wurde auf Abruf für das olympische Fußballturnier 1988 in Südkorea berufen, jedoch nicht nachnominiert.
Heute ist er Geschäftsführer eines Sportgeschäftes in Raesfeld. Sein Sohn Marvin (* 1989) ist ebenfalls Profifußballer.